# 拉加里王宫遗址
拉加里王宫遗址，位于中国西藏自治区山南市曲松县，是西藏拉加里王朝的王宫遗址。

## 简介
拉加里王朝是西藏吐蕃王朝后裔家族势力历经萨迦、帕竹政权仍然保留的王权时期。拉加里王宫位于山南市曲松县城南侧，始建于13世纪。
拉加里王宫现存建筑可以分成早、中、晚三期。拉加里王宫早期建筑，藏语称“扎西群宗”，始建于13世纪，现存最高达12米的宫墙残段以及南、北大门；拉加里王宫中期建筑，藏语称“甘丹拉孜”，建于15世纪，现存主体建筑由王宫、仓库、拉康（宫殿）、广场、马厩等等组成，原来是5层建筑，现仅存3层，仍残留有部分壁画；拉加里王宫晚期建筑称“夏宫”，建于18世纪，现存部分是一座基本完整的院式宫殿。
拉加里王宫遗址基本保存了原有建筑的布局及结构，建筑融合了汉族建筑风格，这在西藏王宫建筑中非常珍稀。
2001年，拉加里王宫遗址被列为第五批全国重点文物保护单位。